# Stereoderma parassimilis
Stereoderma parassimilis är en sjögurkeart. Stereoderma parassimilis ingår i släktet Stereoderma och familjen korvsjögurkor. Inga underarter finns listade i Catalogue of Life.